# شطب (قانون)
الشطب هو مصطلح يشير في المجال القانوني إلى إلغاء عضوية ممارس لمهنة معينة من سجل نقابتها كنوع من العقاب على سلوك غير أخلاقي أو إجرامي. وغالبا ما يكون للدلالة على حظر محام من نقابة المحامين وبالتالي إلغاء ترخيصه القانوني أو قبوله لممارسة القانون. وتختلف الإجراءات وفقًا لكل مجتمع.

## ألمانيا
في ألمانيا، يُعتبر لفظ بيروفس فيربوت أمرا بالحظر من ممارسة مهنة معينة غالبا ما يشير إلى حظر محام بسبب سوء سلوكه، أو التحريض على الكراهية أو لسوء إدارة الأموال الشخصية بشكل خطير.
وقد أصدرت الحكومة النازية أمر البيروفس فيربوت (Berufsverbot) في أبريل 1933، لمنع اليهود والشيوعيين وغيرهم من المعارضين السياسيين باستثناء المشمولين بالحماية بموجب امتياز المقاتل الأمامي من ممارسة القانون.

## الولايات المتحدة
يُفرض الحظر بشكل عام كعقوبة لسلوك يشير إلى أن المحامي لا يصلح لممارسة القانون أو لتجاهله عن عمد مصالح موكله أو انخراطه في الاحتيال لإعاقة عمل وتحقيق العدالة. بالإضافة إلى ذلك، فإن أي محام مدان بجناية يتم تجريده تلقائياً وفي معظم الولايات على الرغم من معارضة نقابة المحامين الأمريكية
في النظام القانوني بالولايات المتحدة، يكون الشطب مخصصًا للمناطق؛ بمعنى يمكن منع المحامي من بعض المحاكم، في حين أنه لا يزال عضوا في نقابة المحامين في ولاية قضائية أخرى. ومع ذلك، بموجب القواعد النموذجية للسلوك المهني التي تتبعها نقابة المحامين الأمريكيين، والتي تم اعتمادها في معظم الولايات، يعتبر الشطب في ولاية أو محكمة واحدة سبباً للإلغاء في ولاية قضائية اعتمدت القواعد النموذجية.
من النادر جداً أن يتم إلغاء الشطب (في عام 2011، تم إلغاء 1046 محامياً فقط). وبدلاً من ذلك، يعاقب المحامون عادةً من قبل موكليهم من خلال إجراءات سوء الممارسة المدنية، أو عن طريق الغرامة أو اللوم أو التعليق أو العقوبات الأخرى من المجالس التأديبية. يعتبر التجريد من المهتة إحراجًا وعارًا كبيرين، حتى إذا لم يرغب المرء في مواصلة مهنة القانون.
نظرًا لتفاوت قواعد عدم التخصيص حسب الولايات، يمكن تطبيق قواعد مختلفة بناءً على المكان الذي يتم فيه تجريد المحامي من الخدمة. وتجدر الإشارة إلى أن غالبية الولايات الأمريكية لا تملك أي إجراء لفصل أي شخص نهائيًا. واعتمادًا على الاختصاص القضائي، يجوز للمحامي إعادة تقديم طلب إعادته لمزاولة المهنة بعد خمس إلى سبع سنوات، أو حظره مدى الحياة.
- تم إيقاف نائب الرئيس السابق سبيرو أغنيو بتهم الرشوة والتهرب الضريبي، وتم فصله من ولاية ماريلند، الولاية التي كان في السابق حاكما لها.
- تم عزل الرئيس السابق ريتشارد نيكسون من نيويورك في عام 1976.[4][5] لإعاقة العدالة المتعلقة بفضيحة ووترجيت. وقد حاول الاستقالة من نقابة المحامين في نيويورك، كما فعل مع نقابة المحامين في كاليفورنيا والمحكمة العليا، لكن استقالته لم تقبل، لأنه لم يعترف بأنه غير قادر على الدفاع عن نفسه من التهم الموجهة إليه.[3]